# Volksegoismus
Der Begriff Volksegoismus ist zusammen mit dem Attribut „gesund“ – „gesunder Volksegoismus“ – von Carl Friedrich Wilhelm Jordan am ersten Tag der dreitägigen Polendebatte am 24. Juli 1848 in der Frankfurter Nationalversammlung geprägt worden.

## Hintergrund
Nach den seit 1772 von Österreich, Preußen und Russland gemeinsam vorgenommenen drei Teilungen Polens ging es den Polen seither um die Wiedererrichtung eines eigenen Staates. Vor allem westdeutsche Liberale, aber auch eine Frau wie Bettina von Arnim setzten sich für die Selbstbestimmung der Polen ein. Da damit preußische Interessen berührt waren, kamen die Ansprüche der polnischen Unabhängigkeitsbewegung in der Frankfurter Paulskirche auf die Tagesordnung. Der aus Ostpreußen stammende Jordan äußerte sich als Abgeordneter dazu so: 
„Ich sage, die Politik, die uns zuruft: gebt Polen frei, es koste, was es wolle, ist eine kurzsichtige, eine selbstvergessene Politik, eine Politik der Schwäche, eine Politik der Furcht, eine Politik der Feigheit. Es ist hohe Zeit für uns, endlich einmal zu erwachen, aus jener träumerischen Selbstvergessenheit, in der wir schwärmten für alle möglichen Nationalitäten, während wir selbst in schmachvoller Unfreiheit darniederlagen und von aller Welt mit Füßen getreten wurden, zu erwachen zu einem gesunden Volksegoismus, um das Wort einmal gerade heraus zu sagen, welcher die Wohlfahrt und Ehre des Vaterlandes in allen Fragen obenanstellt.“
Jordan sprach sich im Weiteren den Polen gegenüber für eine Politik der Stärke aus. Er behauptete, dass das in der Vergangenheit eroberte Land nicht zurückgegeben werden könne. Dabei beschwor er das „deutsche Wesen“, das nach Osten hin seit dem 12. Jahrhundert in den „Colonisten“ gewirkt habe und die „Eroberungen durch Waffengewalt befestigt“ habe. Den Volksegoismus sah er darin begründet, dass, „wenn wir rücksichtslos gerecht sein wollten, (...) wir nicht bloß Posen (...), sondern halb Deutschland“ bis zur Elbe und Saale und darüber hinaus herausgeben müssten.

## Folgen
In der Frankfurter Nationalversammlung waren sich 342 Abgeordnete mit Jordan einig, und nur eine verschwindend kleine Minderheit von 31, zu denen Robert Blum zählte, war von der Möglichkeit einer friedlichen Zusammenarbeit der Nationen überzeugt. Die Mehrheit vertrat dabei den bei Jordan vorgetragenen Standpunkt, die Deutschen als ethnisch homogenes Volk zu sehen, dem sich die Minderheiten auf dem angestrebten Nationalterritorium unterzuordnen hätten. Otto von Bismarck äußerte 1848 eine ähnlich ablehnende Haltung  gegenüber den Unabhängigkeitsbestrebungen der Polen. Er fürchtete, dass ein polnischer Staat auch nach Ostpreußen sowie nach Teilen Schlesiens und Pommerns greifen würde, womit „Preußens beste Sehnen durchschnitten“ würden, und sprach 1850 vom „staatlichen Egoismus“, der gegen alle Romantik „die einzig gesunde Grundlage eines großen Staates“ zu sein hätte.
Die um Blum versammelten linken Demokraten sahen jedoch die Nation politisch und wollten die betroffenen Minderheiten wie die Dänen in Schleswig und die Polen in den preußischen Ostprovinzen in freier Selbstbestimmung über ihre Staatsangehörigkeit abstimmen lassen.

Die nachhaltigsten Folgen zeigten sich in der polnischen Reaktion auf den Mehrheitsstandpunkt und führten zu einem dem deutschen in seinen Absichten entsprechenden polnischen Nationalismus, der sein ausformuliertes Programm zur Jahrhundertwende erhielt. Bekanntester Vertreter war Roman Dmowski, der 1893 in seiner Jugendschrift „Unser Patriotismus – Grundlagen eines Programms für eine zeitgenössische nationale Politik“ (Nasz patriotyzm. Podstawy programu współczesnej polityki narodowej) eine „allpolnische“ Zielsetzung ins Auge fasste, die auf die „alldeutsche“ antwortete. 1902 erschienen in Lemberg die theoretischen Hauptwerke des ethnisch formierten polnischen Nationalismus, nämlich Dmowskis „Gedanken eines modernen Polen“ (Myśli nowoczesnego Polaka) und die Schrift von Zygmunt Balicki „Der nationale Egoismus angesichts der Ethik“ (Egoizm narodowy wobec etyki). Dmowskis Buch wurde zur „Bibel der nationalistischen Bewegung“. Er überzeugte mit einem Standpunkt wie dem folgenden: 
„Ich bin ein Pole (...). Neben meinen persönlichen Angelegenheiten und Interessen kenne ich die nationalen Fragen, die Interessen Polens als Ganzes, die höchsten Interessen überhaupt, für die man auch dasjenige opfern muss, was man für persönliche Angelegenheiten nicht opfern darf.“
Für Deutschland zeigte die 1848 sichtbar gewordene Mehrheitsposition nach dem Überfall auf Polen 1939 am Ende des Zweiten Weltkrieges ihre folgenreichste Konsequenz. Denn die Polen wiesen im August 1945 die Einsprüche Winston Churchills gegen die von Josef Stalin umgesetzte Forderung nach der Oder-Neiße-Linie als Westgrenze Polens mit dem Einwand zurück, „dass Polen nur einen Teil der seit urdenklichen Zeiten slawischen Gebiete neuerlich besitze; unter Berufung auf das historische Recht, das sogar von den Deutschen bestätigt worden sei, könne Polen eigentlich alle slawischen Gebiete bis zur Elbe zurückfordern, obwohl es dies nicht tue“.
Siehe hierzu auch Polnische Westforschung.